# 正親町三条秀子
正親町三条 秀子（おおぎまちさんじょう ひでこ、応長元年（1311年） - 観応3年11月28日（1353年1月12日））は、南北朝時代・室町時代の女性。光厳天皇の典侍で、崇光天皇・後光厳天皇の生母。父は内大臣正親町三条公秀。准三宮。院号は陽禄門院。
延元2年（1337年）3月に従三位に叙任。光厳上皇に最も長く仕え、崇光・後光厳両天皇を産む。観応3年（1352年）6月頃より病み、10月に院号宣下と同時に准三宮となり、同年出家して、11月28日に42歳で薨去した。大梅山長福寺に埋葬された。
| スタブアイコン | サブスタブ | この項目は、まだ閲覧者の調べものの参照としては役立たない、人物に関連した書きかけの項目です。この項目を加筆・訂正などしてくださる協力者を求めています（P:人物伝/PJ:人物伝）。 |